# 2007 w filmie
Ten artykuł należy dopracować:

przedstawiono sytuację tylko z polskiej perspektywy – artykuł powinien być przekrojowy.
Pomóż go poprawić. Na stronie dyskusji mogą znajdywać się pomocne komentarze.
Wydarzenia filmowe w 2007 roku.

## Wydarzenia
- 5 marca – 9. edycja Polskich Nagród Filmowych
- 22 kwietnia – 6. Międzynarodowe Forum Niezależnych Filmów Fabularnych „Oskariada”
- 20–26 maja – 21. edycja festiwalu Tarnowska Nagroda Filmowa
- 31 maja-5 czerwca – 47. Krakowski Festiwal Filmowy
- 3 czerwca – MTV Movie Awards 2007
- 16–24 czerwca – 10. Międzynarodowy Festiwal Filmowy w Szanghaju
- 29 czerwca-7 lipca – 42. Festiwal Filmowy w Karlowych Warach
- 19–29 lipca – 7. Międzynarodowy Festiwal Filmowy Era Nowe Horyzonty
- 1–11 sierpnia – 1. Festiwal Filmu i Sztuki Dwa Brzeg
- 6–15 września – 32. Festiwal Filmowy w Toronto
- 9–18 listopada – I Festiwal Filmów Rosyjskich „Sputnik nad Warszawą”

## Box Office

### Amerykański
Opracowano na podstawie materiału źródłowego.
| Pozycja | Tytuł                                             | Wpływy        |
| ------- | ------------------------------------------------- | ------------- |
| 1.      | Spider-Man 3                                      | 336 530 303 $ |
| 2.      | Shrek Trzeci                                      | 322 719 944 $ |
| 3.      | Transformers                                      | 319 246 193 $ |
| 4.      | Piraci z Karaibów: Na krańcu świata               | 309 420 425 $ |
| 5.      | Harry Potter i Zakon Feniksa                      | 292 004 738 $ |
| 6.      | Jestem legendą                                    | 256 393 010 $ |
| 7.      | Ultimatum Bourne’a                                | 227 471 070 $ |
| 8.      | Skarb narodów: Księga tajemnic                    | 219 964 115 $ |
| 9.      | Alvin i wiewiórki                                 | 217 326 974 $ |
| 10.     | 300                                               | 210 614 939 $ |
| 11.     | Ratatuj                                           | 206 445 654 $ |
| 12.     | Simpsonowie: Wersja kinowa                        | 183 135 014 $ |
| 13.     | Gang dzikich wieprzy                              | 168 273 550 $ |
| 14.     | Wpadka                                            | 148 768 917 $ |
| 15.     | Juno                                              | 143 495 265 $ |
| 16.     | Godziny szczytu 3                                 | 140 125 968 $ |
| 17.     | Szklana pułapka 4.0                               | 134 529 403 $ |
| 18.     | Fantastyczna Czwórka: Narodziny Srebrnego Surfera | 131 921 738 $ |
| 19.     | Amerykański gangster                              | 130 164 645 $ |
| 20.     | Zaczarowana                                       | 127 807 262 $ |

### Światowy
Opracowano na podstawie materiału źródłowego.
| Pozycja | Tytuł                                             | Wpływy w mln USD |
| ------- | ------------------------------------------------- | ---------------- |
| 1.      | Piraci z Karaibów: Na krańcu świata               | 963,4            |
| 2.      | Harry Potter i Zakon Feniksa                      | 939,9            |
| 3.      | Spider-Man 3                                      | 890,9            |
| 4.      | Shrek Trzeci                                      | 799              |
| 5.      | Transformers                                      | 709,7            |
| 6.      | Ratatuj                                           | 623,7            |
| 7.      | Jestem legendą                                    | 585,3            |
| 8.      | Simpsonowie: Wersja kinowa                        | 527,1            |
| 9.      | Skarb narodów: Księga tajemnic                    | 457,4            |
| 10.     | 300                                               | 456,1            |
| 11.     | Ultimatum Bourne’a                                | 442,8            |
| 12.     | Szklana pułapka 4.0                               | 383,5            |
| 13.     | Złoty kompas                                      | 372,2            |
| 14.     | Alvin i wiewiórki                                 | 361,3            |
| 15.     | Zaczarowana                                       | 340,5            |
| 16.     | Ocean’s Thirteen                                  | 311,3            |
| 17.     | Fantastyczna Czwórka: Narodziny Srebrnego Surfera | 289              |
| 18.     | Film o pszczołach                                 | 287,6            |
| 19.     | Amerykański gangster                              | 266,5            |
| 20.     | Godziny szczytu 3                                 | 258              |

## Premiery

### Filmy polskie
| Data            | Tytuł filmu                                    | Kraj   | Reżyseria                           | Obsada |
| --------------- | ---------------------------------------------- | ------ | ----------------------------------- | --- |
| 12 stycznia     | Jasne błękitne okna                            | Polska | Bogusław Linda                      | Joanna Brodzik, Beata Kawka, Jacek Braciak, Bogusław Linda                                                         |
| 19 stycznia     | Dlaczego nie!                                  | Polska | Ryszard Zatorski                    | Anna Cieślak, Maciej Zakościelny, Małgorzata Kożuchowska, Tomasz Kot                                               |
| 26 stycznia     | Południe-Północ                                | Polska | Łukasz Karwowski                    | Borys Szyc, Agnieszka Grochowska, Robert Więckiewicz, Stanisława Celińska                                          |
| 2 lutego        | Świadek koronny                                | Polska | Jarosław Sypniewski Jacek Filipiak  | Paweł Małaszyński, Robert Więckiewicz, Artur Żmijewski                                                             |
| 9 lutego        | Ryś                                            | Polska | Stanisław Tym                       | Stanisław Tym, Zofia Merle, Krzysztof Kowalewski, Marek Kondrat                                                    |
| 23 lutego       | Strajk                                         | /      | Volker Schlondorff                  | Katharina Thalbach, Andrzej Chyra, Dominique Horwitz, Andrzej Grabowski                                            |
| 2 marca         | Testosteron                                    | Polska | Tomasz Konecki Andrzej Saramonowicz | Piotr Adamczyk, Borys Szyc, Krzysztof Stelmaszyk, Tomasz Kot, Tomasz Karolak                                       |
| 9 marca         | Bezmiar sprawiedliwości                        | Polska | Wiesław Saniewski                   | Jan Frycz, Bożena Stachura, Robert Olech, Jan Englert, Artur Barciś, Artur Żmijewski                               |
| 9 marca         | Tryptyk rzymski                                | Polska | Marek Luzar                         | Narrator: Krzysztof Kolberger                                                                                      |
| 13 kwietnia     | Aleja gówniarzy                                | Polska | Piotr Szczepański                   | Marcin Brzozowski, Ewa Łukasiewicz, Wojciech Mecwaldowski, Bartosz Picher                                          |
| 13 kwietnia     | Szklane usta                                   | Polska | Lech J. Majewski                    | Patryk Czajka, Joanna Litwin, Grzegorz Przybył, Ryszarda Celińska                                                  |
| 20 kwietnia     | Doskonałe popołudnie                           | Polska | Przemysław Wojcieszek               | Jerzy Stuhr, Małgorzata Dobrowolska, Michał Czernecki, Magdalena Popławska                                         |
| 27 kwietnia     | Parę osób, mały czas                           | Polska | Andrzej Barański                    | Krystyna Janda, Andrzej Hudziak, Igor Przegrodzki, Monika Obara, Arkadiusz Detmer                                  |
| 11 maja         | Jegomość Tischner i jego filozofia po góralsku | Polska | Artur Więcek                        | Jerzy Trela, Mariusz Benoit, Piotr Cyrwus, Krzysztof Globisz, Mariusz Wojciechowski                                |
| 25 maja         | Szaleńcy                                       | Polska | Paweł Wendorff                      | Andrzej Nejman, Dariusz Majchrzak, Jacek Braciak, Piotr Bajor                                                      |
| 25 maja         | Wieża                                          | Polska | Agnieszka Trzos                     | Agnieszka Warchulska, Robert Gonera, Agata Stawarz, Rafał Maćkowiak                                                |
| 27 lipca        | Inland Empire                                  | /      | David Lynch                         | Laura Dern, Jeremy Irons, Justin Theroux, Krzysztof Majchrzak, Karolina Gruszka                                    |
| 31 sierpnia     | U Pana Boga w ogródku                          | Polska | Jacek Bromski                       | Wojciech Solarz, Agata Kryska, Emilian Kamiński, Krzysztof Dzierma, Andrzej Zaborski                               |
| 6 września      | Nightwatching                                  | /      | Peter Greenaway                     | Martin Freeman, Emily Holmes, Jodhi May, Eva Birthistle, Toby Jones                                                |
| 17 września     | Katyń                                          | Polska | Andrzej Wajda                       | Andrzej Chyra, Maja Ostaszewska, Artur Żmijewski Danuta Stenka, Jan Englert, Magdalena Cielecka, Paweł Małaszyński |
| 5 października  | Wszystko będzie dobrze                         | Polska | Tomasz Wiszniewski                  | Robert Więckiewicz, Adam Werstak, Izabela Dąbrowska, Beata Kawka, Daniel Mąkolski                                  |
| 19 października | Pora umierać                                   | Polska | Dorota Kędzierzawska                | Danuta Szaflarska, Krzysztof Globisz, Patrycja Szewczyk, Kamil Bitau                                               |
| 26 października | Sztuczki                                       | Polska | Andrzej Jakimowski                  | Damian Ul, Ewelina Walendziak, Tomasz Sapryk, Rafał Guźniczak                                                      |
| 2 listopada     | Hiena                                          | Polska | Grzegorz Lewandowski                | Borys Szyc, Jakub Romanowski, Magdalena Kumorek, Krzysztof Dracz                                                   |
| 9 listopada     | Dzisiaj jest piątek                            | Polska | Paweł Narożnik                      | Marcin Dorociński, Małgorzata Kożuchowska, Sylwia Gliwa, Grzegorz Artman, Monika Pikuła                            |
| 9 listopada     | Korowód                                        | Polska | Jerzy Stuhr                         | Kamil Maćkowiak, Karolina Gorczyca, Katarzyna Maciąg, Jan Frycz                                                    |
| 16 listopada    | Nie ma takiego numeru                          | Polska | Bartosz Brzeskot                    | Marcin Wiercichowski, Agnieszka Ćwik, Bogusław Semotiuk, Piotr Plewa, Tomasz Wywioł                                |
| 30 listopada    | Hania                                          | Polska | Janusz Kamiński                     | Agnieszka Grochowska, Łukasz Simlat, Maciej Stolarczyk, Bartek Kasprzykowski                                       |
| 26 grudnia      | Ranczo Wilkowyje                               | Polska | Wojciech Adamczyk                   | Cezary Żak, Ilona Ostrowska, Paweł Królikowski, Artur Barciś, Radosław Pazura                                      |

### Filmy zagraniczne

#### Styczeń
| Premiera    | Premiera        | Tytuł filmu                                                                              | Kraj              | Reżyseria                        | Obsada                                                                                       |
| Światowa    | Polska          | Tytuł filmu                                                                              | Kraj              | Reżyseria                        | Obsada                                                                                       |
| ----------- | --------------- | ---------------------------------------------------------------------------------------- | ----------------- | -------------------------------- | -------------------------------------------------------------------------------------------- |
| 2006        | 5 stycznia      | Artur i Minimki (Arthur et les Minimoys)                                                 | Francja           | Luc Besson                       | Freddie Highmore, Mia Farrow, Ron Crawford, Penny Balfour, Doug Rand, Adam LeFevre           |
| 5 stycznia  | 8 czerwca       | Czyściciel (Code Name: The Cleaner)                                                      | Stany Zjednoczone | Les Mayfield                     | Cedric the Entertainer, Lucy Liu, Nicollette Sheridan, Mark Dacascos, Callum Keith Rennie    |
| 2006        | 5 stycznia      | Déjà vu                                                                                  | /                 | Tony Scott                       | Denzel Washington, Paula Patton, Val Kilmer, James Caviezel, Adam Goldberg                   |
| 5 stycznia  | 8 czerwca       | Głosy 2 (White Noise 2: The Light)                                                       | /                 | Patrick Lussier                  | Nathan Fillion, Katee Sackhoff, Craig Fairbrass, Adrian Holmes, Kendall Cross                |
| 2006        | 5 stycznia      | Madeinusa                                                                                | Peru              | Claudia Llosa                    | Magaly Solier, Carlos J. de la Torre, Yiliana Chong, Juan Ubaldo Huamán, Melvin Quijada      |
| 2006        | 5 stycznia      | Maria Antonina (Marie Antoinette)                                                        | /                 | Sofia Coppola                    | Kirsten Dunst, Jason Schwartzman, Judy Davis, Rip Torn, Rose Byrne, Asia Argento             |
| 2006        | 5 stycznia      | Piła III (Saw III)                                                                       | /                 | Darren Lynn Bousman              | Tobin Bell, Shawnee Smith, Angus Macfadyen, Bahar Soomekh, Donnie Wahlberg, Dina Meyer       |
| 2006        | 5 stycznia      | Prestiż (The Prestige)                                                                   | /                 | Christopher Nolan                | Hugh Jackman, Christian Bale, Michael Caine, Scarlett Johansson, David Bowie                 |
| 1957        | 5 stycznia      | Siódma pieczęć (Det Sjunde inseglet)                                                     | Szwecja           | Ingmar Bergman                   | Gunnar Björnstrand, Bengt Ekerot, Nils Poppe, Max von Sydow, Bibi Andersson                  |
| 5 stycznia  | 13 lipca        | Volkodav. Ostatni z rodu Szarych Psów (Волкодав из рода Серых Псов)                      | Rosja             | Nikołaj Lebiediew                | Aleksandr Bucharow, Oksana Akińszyna, Aleksandr Domogarow, Igor Pietrienko, Juozas Budraitis |
| 2006        | 5 stycznia      | Źródło (The Fountain)                                                                    | Stany Zjednoczone | Darren Aronofsky                 | Hugh Jackman, Rachel Weisz, Ellen Burstyn, Mark Margolis, Stephen McHattie                   |
| 11 stycznia | 26 października | Adolf H. – Ja wam pokażę (Mein Führer – Die wirklich wahrste Wahrheit über Adolf Hitler) | Niemcy            | Dani Levy                        | Helge Schneider, Ulrich Muhe, Sylvester Groth, Adriana Altaras, Stefan Kurt                  |
| 11 stycznia | 1 czerwca       | Tropiciel (Pathfinder)                                                                   | Stany Zjednoczone | Marcus Nispel                    | Karl Urban, Moon Bloodgood, Russell Means, Clancy Brown, Jay Tavare                          |
| 2006        | 12 stycznia     | Mała miss (Little Miss Sunshine)                                                         | Stany Zjednoczone | Jonathan Dayton i Valerie Faris  | Abigail Breslin, Greg Kinnear, Paul Dano, Alan Arkin, Toni Collette, Steve Carell            |
| 2006        | 12 stycznia     | Pachnidło: Historia mordercy (Perfume: The Story of a Murderer)                          | /                 | Tom Tykwer                       | Ben Whishaw, Dustin Hoffman, Alan Rickman, John Hurt, Rachel Hurd-Wood, Karoline Herfurth    |
| 2006        | 19 stycznia     | Grbavica                                                                                 | /                 | Jasmila Žbanić                   | Mirjana Karanović, Luna Mijović, Leon Lučev, Kenan Ćatić, Jasna Beri, Dejan Aćimović         |
| 2005        | 19 stycznia     | Księga rekordów Szutki (Knjiga rekorda Šutke)                                            | /                 | Aleksandar Manić                 | ----                                                                                         |
| 2006        | 19 stycznia     | Noc w muzeum (Night at the Museum)                                                       | /                 | Shawn Levy                       | Ben Stiller, Carla Gugino, Dick Van Dyke, Mickey Rooney, Ricky Gervais, Robin Williams       |
| 2006        | 19 stycznia     | Pajęczyna Charlotty (Charlotte’s Web)                                                    | /                 | Gary Winick                      | Dakota Fanning, Dominic Scott Kay, Julia Roberts, Steve Buscemi, John Cleese                 |
| 21 stycznia | 26 października | Kelnerka (Waitress)                                                                      | Stany Zjednoczone | Adrienne Shelly                  | Keri Russell, Nathan Fillion, Cheryl Hines, Jeremy Sisto, Andy Griffith                      |
| 24 stycznia | 28 września     | Antena (La Antena)                                                                       | Argentyna         | Esteban Sapir                    | Valeria Bertuccelli, Alejandro Urdapilleta, Rafael Ferro, Florencia Raggi, Sol Moreno        |
| 25 stycznia | 27 kwietnia     | Krew jak czekolada (Blood and Chocolate)                                                 | /                 | Katja von Garnier                | Agnes Bruckner, Hugh Dancy, Olivier Martinez, Katja Riemann, Bryan Dick                      |
| 25 stycznia | 16 marca        | Wielkie kino (Epic Movie)                                                                | Stany Zjednoczone | Jason Friedberg, Aaron Seltzer   | Kal Penn, Adam Campbell, Jennifer Coolidge, Jayma Mays, Faune A. Chambers                    |
| 1961        | 26 stycznia     | Jak w zwierciadle (Såsom i en spegel)                                                    | Szwecja           | Ingmar Bergman                   | Harriet Andersson, Gunnar Björnstrand, Max von Sydow, Lars Passgård                          |
| 2006        | 26 stycznia     | Królowa (The Queen)                                                                      | /                 | Stephen Frears                   | Helen Mirren, James Cromwell, Martin Sheen, Alex Jennings, Roger Allam, Sylvia Syms          |
| 2006        | 26 stycznia     | Krwawy diament (Blood Diamond)                                                           | /                 | Edward Zwick                     | Leonardo DiCaprio, Djimon Hounsou, Jennifer Connelly, Kagiso Kuypers, Arnold Vosloo          |
| 2006        | 26 stycznia     | Rozstania i powroty (Breaking and Entering)                                              | /                 | Anthony Minghella                | Jude Law, Robin Wright Penn, Martin Freeman, Rafi Gavron, Juliette Binoche                   |
| 2002        | 26 stycznia     | Smocze wzgórze (Dragon Hill. La colina del dragón)                                       | Hiszpania         | Ángel Izquierdo                  | Dubbing: Kajetan Lewandowski, Lucyna Malec, Jerzy Kryszak, Jarosław Boberek, Edyta Jungowska |
| 2006        | 26 stycznia     | Życie na podsłuchu (Das Leben der Anderen)                                               | Niemcy            | Florian Henckel von Donnersmarck | Martina Gedeck, Ulrich Mühe, Sebastian Koch, Ulrich Tukur, Thomas Thieme                     |
| 31 stycznia | 17 sierpnia     | Zakochany Molier (Molière)                                                               | Francja           | Laurent Tirard                   | Romain Duris, Fabrice Luchini, Laura Morante, Édouard Baer, Ludivine Sagnier                 |

#### Luty
| Premiera  | Premiera    | Tytuł filmu                                                | Kraj              | Reżyseria                           | Obsada                                                                                         |
| Światowa  | Polska      | Tytuł filmu                                                | Kraj              | Reżyseria                           | Obsada                                                                                         |
| --------- | ----------- | ---------------------------------------------------------- | ----------------- | ----------------------------------- | ---------------------------------------------------------------------------------------------- |
| 2 lutego  | 15 czerwca  | A właśnie, że tak! (Because I Said So)                     | Stany Zjednoczone | Michael Lehmann                     | Diane Keaton, Mandy Moore, Gabriel Macht, Tom Everett Scott, Lauren Graham                     |
| 2006      | 2 lutego    | Droga do Guantánamo (The Road to Guantanamo)               | Wielka Brytania   | Michael Winterbottom Mat Whitecross | Riz Ahmed, Farhad Harun, Waqar Siddiqui, Afran Usman, Shahid Iqbal, Sher Khan                  |
| 2006      | 2 lutego    | Love sick – Niebezpieczne związki (Legaturi bolnavicioase) | /                 | Tudor Giurgiu                       | Maria Popistasu, Ioana Barbu, Tudor Chirila, Catalina Murgea, Mircea Diaconu                   |
| 2 lutego  | 14 września | Posłańcy (The Messengers)                                  | Stany Zjednoczone | Oxide Pang Chun Danny Pang          | Kristen Stewart, Dylan McDermott, Penelope Ann Miller, John Corbett, Evan Turner               |
| 2005      | 2 lutego    | Wielka cisza (Die große Stille)                            | /                 | Philip Gröning                      | ----                                                                                           |
| 7 lutego  | 23 lutego   | Hannibal: Po drugiej stronie maski (Hannibal Rising)       | /                 | Peter Webber                        | Gaspard Ulliel, Gong Li, Helena-Lia Tachovská, Dominic West, Rhys Ifans                        |
| 8 lutego  | 11 maja     | Niczego nie żałuję – Edith Piaf (La Môme)                  | /                 | Olivier Dahan                       | Marion Cotillard, Pascal Greggory, Emmanuelle Seigner, Jean-Paul Rouve, Gérard Depardieu       |
| 8 lutego  | 11 maja     | Przeczucie (Premonition)                                   | Stany Zjednoczone | Mennan Yapo                         | Sandra Bullock, Julian McMahon, Shyann McClure, Courtney Taylor Burness, Nia Long              |
| 2006      | 9 lutego    | Bez skrupułów (Infamous)                                   | Stany Zjednoczone | Douglas McGrath                     | Toby Jones, Sandra Bullock, Daniel Craig, Jeff Daniels, Peter Bogdanovich                      |
| 2004      | 9 lutego    | Machuca                                                    | /                 | Andrés Wood                         | Tamara Acosta, Alfredo Ahumada, Daniel Alcino, Jack Arama, David Arancibia                     |
| 2006      | 9 lutego    | Nocny słuchacz (The Night Listener)                        | Stany Zjednoczone | Patrick Stettner                    | Robin Williams, Toni Collette, Sandra Oh, Rory Culkin, Joe Morton                              |
| 9 lutego  | 23 marca    | Norbit                                                     | Stany Zjednoczone | Brian Robbins                       | Eddie Murphy, Thandie Newton, Terry Crews, Cuba Gooding Jr., Eddie Griffin                     |
| 2006      | 9 lutego    | Ostatni król Szkocji (The Last King of Scotland)           | Wielka Brytania   | Kevin Macdonald                     | Forest Whitaker, James McAvoy, Kerry Washington, Gillian Anderson, Simon McBurney              |
| 9 lutego  | 16 marca    | Prosto w serce (Music and Lyrics)                          | Stany Zjednoczone | Marc Lawrence                       | Hugh Grant, Drew Barrymore, Scott Porter, Haley Bennett, Brad Garrett                          |
| 2006      | 9 lutego    | Renaissance                                                | /                 | Christian Volckman                  | Dubbing: Daniel Craig, Romola Garai, Ian Holm, Kevork Malikyan, Catherine McCormack            |
| 2006      | 9 lutego    | Układ idealny (Prête-moi ta main)                          | Francja           | Éric Lartigau                       | Alain Chabat, Charlotte Gainsbourg, Bernadette Lafont, Wladimir Yordanoff, Grégoire Oestermann |
| 2006      | 9 lutego    | W pogoni za szczęściem (The Pursuit of Happyness)          | Stany Zjednoczone | Gabriele Muccino                    | Will Smith, Jaden Smith, Thandie Newton, Brian Howe, James Karen                               |
| 2006      | 9 lutego    | Złote wrota (Nuovomondo)                                   | /                 | Emanuele Crialese                   | Charlotte Gainsbourg, Vincenzo Amato, Vincent Schiavelli, Aurora Quattrocchi, Francesco Casisa |
| 1995      | 9 lutego    | Żona dla zuchwałych (Dilwale Dulhania Le Jayenge)          | Indie             | Aditya Chopra                       | Shah Rukh Khan, Kajol, Amrish Puri, Farida Jalal, Anupam Kher                                  |
| 10 lutego | 7 września  | Fałszerze (Die Fälscher)                                   | /                 | Stefan Ruzowitzky                   | Karl Markovics, August Diehl, Devid Striesow, Martin Brambach, August Zirner                   |
| 11 lutego | 7 grudnia   | Goodbye Bafana                                             | /                 | Bille August                        | Joseph Fiennes, Dennis Haysbert, Diane Kruger, Patrick Lyster, Shiloh Henderson                |
| 13 lutego | 7 września  | Irina Palm                                                 | /                 | Sam Garbarski                       | Marianne Faithfull, Miki Manojlovic, Kevin Bishop, Siobhan Hewlett, Dorka Gryllus              |
| 14 lutego | 23 lutego   | Ghost Rider                                                | /                 | Mark Steven Johnson                 | Nicolas Cage, Eva Mendes, Peter Fonda, Wes Bentley, Sam Elliott                                |
| 14 lutego | 8 czerwca   | Hot Fuzz – Ostre psy (Hot Fuzz)                            | /                 | Edgar Wright                        | Simon Pegg, Nick Frost, Martin Freeman, Bill Nighy, Robert Popper                              |
| 2006      | 14 lutego   | Męsko-damska rzecz (It’s a Boy Girl Thing)                 | /                 | Nick Hurran                         | Samaire Armstrong, Kevin Zegers, Sherry Miller, Robert Joy, Sharon Osbourne                    |
| 2006      | 14 lutego   | Miłość. Nie przeszkadzać! (Hors de prix)                   | Francja           | Pierre Salvadori                    | Audrey Tautou, Gad Elmaleh, Marie-Christine Adam, Vernon Dobtcheff, Jacques Spiesser           |
| 14 lutego | 27 kwietnia | Taxi 4                                                     | Francja           | Gérard Krawczyk                     | Samy Naceri, Frédéric Diefenthal, Bernard Farcy, Emma Wiklund, Edouard Montoute                |
| 14 lutego | –           | Farma skowronków                                           | /                 | Paolo i Vittorio Taviani            | Paz Vega, Moritz Bleibtreu, Alessandro Preziosi, Ángela Molina, Christo Szopow, Christo Żiwkow |
| 15 lutego | 2 marca     | Most do Terabithii (Bridge to Terabithia)                  | Stany Zjednoczone | Gabor Csupo                         | Josh Hutcherson, AnnaSophia Robb, Zooey Deschanel, Robert Patrick, Bailee Madison              |
| 2006      | 16 lutego   | Córka botanika (Les filles du botaniste)                   | /                 | Dai Sijie                           | Mylène Jampanoï, Li Xiaoran, Lin Dongfu, Wei-chang Wang, Nguyễn Như Quỳnh                      |
| 1963      | 16 lutego   | Goście Wieczerzy Pańskiej (Nattvardsgästerna)              | Szwecja           | Ingmar Bergman                      | Ingrid Thulin, Gunnar Björnstrand, Gunnel Lindblom, Max von Sydow, Allan Edwall                |
| 2006      | 16 lutego   | Hollywoodland                                              | Stany Zjednoczone | Allen Coulter                       | Adrien Brody, Diane Lane, Ben Affleck, Bob Hoskins, Robin Tunney                               |
| 2006      | 16 lutego   | Konklawe (The Conclave)                                    | /                 | Christoph Schrewe                   | Manu Fullola, Brian Blessed, James Faulkner, Rolf Kanies, Holger Kunkel                        |
| 2006      | 16 lutego   | Małe dzieci (Little Children)                              | Stany Zjednoczone | Todd Field                          | Kate Winslet, Patrick Wilson, Jennifer Connelly, Noah Emmerich, Jackie Earle Haley             |
| 2006      | 16 lutego   | Niewygodna prawda (An Inconvenient Truth)                  | Stany Zjednoczone | Davis Guggenheim                    | Narrator: Al Gore                                                                              |
| 16 lutego | 11 maja     | Ściśle tajne (Breach)                                      | Stany Zjednoczone | Billy Ray                           | Chris Cooper, Ryan Phillippe, Laura Linney, Caroline Dhavernas, Gary Cole                      |
| 1997      | 16 lutego   | Wychowanie panien w Czechach (Výchova dívek v Čechách)     | Czechy            | Petr Koliha                         | Anna Geislerová, Ondřej Pavelka, Milan Lasica, Kristýna Nováková, Jan Kačer                    |
| 17 lutego | 24 sierpnia | Angel                                                      | /                 | François Ozon                       | Romola Garai, Sam Neill, Lucy Russell, Michael Fassbender, Charlotte Rampling                  |
| 2006      | 23 lutego   | Dobry agent (The Good Shepherd)                            | Stany Zjednoczone | Robert De Niro                      | Matt Damon, Angelina Jolie, Robert De Niro, Alec Baldwin, Billy Crudup                         |
| 2006      | 23 lutego   | Notatki o skandalu (Notes on a Scandal)                    | Wielka Brytania   | Richard Eyre                        | Judi Dench, Cate Blanchett, Bill Nighy, Tom Georgeson, Michael Maloney                         |
| 1999      | 23 lutego   | Pod jednym dachem (Pelíšky)                                | Czechy            | Jan Hřebejk                         | Michael Beran, Miroslav Donutil, Simona Stašová, Kristýna Nováková, Jiří Kodet                 |
| 2006      | 23 lutego   | Sztandar chwały (Flags of Our Fathers)                     | Stany Zjednoczone | Clint Eastwood                      | Ryan Phillippe, Jesse Bradford, Adam Beach, John Benjamin Hickey, John Slattery                |
| 27 lutego | 13 lipca    | Gang dzikich wieprzy (Wild Hogs)                           | Stany Zjednoczone | Walt Becker                         | Tim Allen, John Travolta, Martin Lawrence, William H. Macy, Ray Liotta                         |

#### Marzec
| Premiera | Premiera      | Tytuł filmu                                      | Kraj              | Reżyseria                  | Obsada |
| Światowa | Polska        | Tytuł filmu                                      | Kraj              | Reżyseria                  | Obsada |
| -------- | ------------- | ------------------------------------------------ | ----------------- | -------------------------- | --- |
| 1 marca  | 10 sierpnia   | Sadysta (Captivity)                              | /                 | Roland Joffé               | Elisha Cuthbert, Daniel Gillies, Pruitt Taylor Vince, Michael Harney, Laz Alonso                                 |
| 2006     | 2 marca       | Czarna księga (Zwartboek)                        | /                 | Paul Verhoeven             | Carice van Houten, Sebastian Koch, Thom Hoffman, Waldemar Kobus, Derek de Lint                                   |
| 2006     | 2 marca       | Dreamgirls                                       | Stany Zjednoczone | Bill Condon                | Jamie Foxx, Beyoncé Knowles, Eddie Murphy, Jennifer Hudson, Anika Noni Rose                                      |
| 2003     | 2 marca       | Jonny Vang                                       | Norwegia          | Jens Lien                  | Aksel Hennie, Laila Goody, Fridtjov Såheim, Marit Andreassen, Bjørn Sundquist                                    |
| 2005     | 2 marca       | Skrzypce (El violin)                             | Meksyk            | Francisco Vargas           | Ángel Tavira, Gerardo Taracena, Dagoberto Gama, Mario Garibaldi, Fermín Martínez                                 |
| 2 marca  | 14 września   | Zakochana Jane (Becoming Jane)                   | Wielka Brytania   | Julian Jarrold             | Anne Hathaway, James McAvoy, Julie Walters, James Cromwell, Maggie Smith                                         |
| 2 marca  | 23 listopada  | Zgon na pogrzebie (Death at a Funeral)           | /                 | Frank Oz                   | Matthew Macfayden, Keeley Hawes, Andy Nyman, Ewen Bremner, Daisy Donovan                                         |
| 2 marca  | 15 czerwca    | Zodiak (Zodiac)                                  | Stany Zjednoczone | David Fincher              | Jake Gyllenhaal, Mark Ruffalo, Anthony Edwards, Robert Downey Jr., Brian Cox                                     |
| 8 marca  | 11 maja       | Strzelec (Shooter)                               | Stany Zjednoczone | Antoine Fuqua              | Mark Wahlberg, Michael Peña, Danny Glover, Kate Mara, Elias Koteas, Rhona Mitra                                  |
| 2006     | 9 marca       | The Grudge – Klątwa 2 (The Grudge 2)             | Stany Zjednoczone | Takashi Shimizu            | Sarah Michelle Gellar, Amber Tamblyn, Arielle Kebbel, Takako Fuji, Edison Chen                                   |
| 2006     | 9 marca       | Listy z Iwo Jimy (Letters from Iwo Jima)         | Stany Zjednoczone | Clint Eastwood             | Ken Watanabe, Kazunari Ninomiya, Tsuyoshi Ihara, Ryō Kase, Nakamura Shidō II                                     |
| 2006     | 9 marca       | Rocky Balboa                                     | Stany Zjednoczone | Sylvester Stallone         | Sylvester Stallone, Burt Young, Antonio Tarver, Geraldine Hughes, Milo Ventimiglia                               |
| 2006     | 9 marca       | Szef wszystkich szefów (Direktøren for det hele) | /                 | Lars von Trier             | Jens Albinus, Peter Gantzler, Friðrik Þór Friðriksson, Benedikt Erlingsson, Iben Hjejle                          |
| 2007     | 13 marca 2007 | Zabójstwo Romana Kowalskiego                     | Polska            | Adam Uryniak               | Filip Rudnicki, Aleksander Mazur, Łukasz Bursa, Kamila Sosnowska, Miłosz Żmijowski                               |
| 2006     | 16 marca      | Cesarzowa (滿城盡帶黃金甲)                       | /                 | Zhang Yimou                | Chow Yun-fat, Gong Li, Jay Chou, Liu Ye, Ni Dahong                                                               |
| 2006     | 16 marca      | Duchy Goi (Goya’s Ghosts)                        | /                 | Miloš Forman               | Javier Bardem, Natalie Portman, Stellan Skarsgård, Randy Quaid, José Luis Gómez                                  |
| 1963     | 16 marca      | Milczenie (Tystnaden)                            | Szwecja           | Ingmar Bergman             | Ingrid Thulin, Gunnel Lindblom, Birger Malmsten, Håkan Jahnberg, Jörgen Lindström                                |
| 2005     | 16 marca      | Pani Henderson (Mrs. Henderson Presents)         | Wielka Brytania   | Stephen Frears             | Judi Dench, Bob Hoskins, Will Young, Christopher Guest, Kelly Reilly                                             |
| 2006     | 16 marca      | Tuż po weselu (Efter brylluppet)                 | /                 | Susanne Bier               | Mads Mikkelsen, Frederik Gullits Ernst, Kristian Gullits Ernst, Sidse Babett Knudsen                             |
| 16 marca | 18 maja       | Wzgórza mają oczy 2 (The Hills Have Eyes II)     | Stany Zjednoczone | Martin Weisz               | Michael McMillian, Jessica Stroup, Jacob Vargas, Flex Alexander, Lee Thompson Young                              |
| 21 marca | 28 września   | Po prostu razem (Ensemble, c’est tout)           | Francja           | Claude Berri               | Audrey Tautou, Guillaume Canet, Laurent Stocker, Françoise Bertin, Alain Sachs                                   |
| 22 marca | 20 kwietnia   | Wakacje Jasia Fasoli (Mr. Bean’s Holiday)        | /                 | Steve Bendelack            | Rowan Atkinson, Willem Dafoe, Philippe Spall, Jean Rochefort, Karel Roden                                        |
| 22 marca | 28 września   | Wojownicze Żółwie Ninja (TMNT)                   | /                 | Kevin Munroe               | Dubbing: Nolan North, James Arnold Taylor, Mitchell Whitfield, Mikey Kelley, Mako                                |
| 2006     | 23 marca      | 300                                              | Stany Zjednoczone | Zack Snyder                | Gerard Butler, Lena Headey, Dominic West, David Wenham, Vincent Regan                                            |
| 2006     | 23 marca      | Człowiek roku (Man of the Year)                  | Stany Zjednoczone | Barry Levinson             | Robin Williams, Christopher Walken, Laura Linney, Lewis Black, Jeff Goldblum                                     |
| 2005     | 23 marca      | Droga Molly (Molly’s Way)                        | Niemcy            | Emily Atef                 | Mairead McKinley, Ute Gerlach, Geno Lechner, Jan Wieczorkowski, Maciej Robakiewicz                               |
| 23 marca | 1 czerwca     | Rodzinka Robinsonów (Meet the Robinsons)         | Stany Zjednoczone | Stephen J. Anderson        | Dubbing: Angela Bassett, Daniel Hansen, Jordan Fry, Matthew Josten, John H.H. Ford                               |
| 2006     | 23 marca      | Sposób na rekina (Shark Bait)                    | /                 | Howard E. Baker, John Fox  | Dubbing: Maciej Zakościelny, Wit Apostolakis-Gluziński, Agnieszka Warchulska, Piotr Fronczewski, Tomasz Bednarek |
| 23 marca | 13 kwietnia   | W stronę słońca (Sunshine)                       | /                 | Danny Boyle                | Cliff Curtis, Chipo Chung, Cillian Murphy, Michelle Yeoh, Hiroyuki Sanada                                        |
| 29 marca | 11 maja       | Plaga (The Reaping)                              | Stany Zjednoczone | Stephen Hopkins            | Hilary Swank, David Morrissey, Idris Elba, AnnaSophia Robb, Stephen Rea                                          |
| 30 marca | 7 września    | Dinozaury żyją! (Dinosaurs Alive)                | Stany Zjednoczone | David Clark Bailey Silleck | Narrator: Michael Douglas                                                                                        |
| 2006     | 30 marca      | GranatowyPrawieCzarny (Azuloscurocasinegro)      | Hiszpania         | Daniel Sánchez Arévalo     | Quim Gutiérrez, Marta Etura, Antonio de la Torre, Héctor Colomé, Raúl Arévalo                                    |
| 2006     | 30 marca      | Iluzjonista (The Illusionist)                    | /                 | Neil Burger                | Edward Norton, Paul Giamatti, Jessica Biel, Rufus Sewell, Eddie Marsan                                           |
| 2006     | 30 marca      | Labirynt fauna (El laberinto del fauno)          | /                 | Guillermo del Toro         | Ivana Baquero, Sergi López, Maribel Verdú, Doug Jones, Ariadna Gil                                               |
| 30 marca | 20 lipca      | Ostrza chwały (Blades of Glory)                  | Stany Zjednoczone | Josh Gordon Will Speck     | Will Ferrell, Jon Heder, Will Arnett, Amy Poehler, Jenna Fischer                                                 |
| 2006     | 30 marca      | Turistas                                         | Stany Zjednoczone | John Stockwell             | Josh Duhamel, Melissa George, Olivia Wilde, Desmond Askew, Beau Garrett                                          |

#### Kwiecień
| Premiera    | Premiera       | Tytuł filmu                                | Kraj              | Reżyseria               | Obsada                                                                                                 |
| Światowa    | Polska         | Tytuł filmu                                | Kraj              | Reżyseria               | Obsada                                                                                                 |
| ----------- | -------------- | ------------------------------------------ | ----------------- | ----------------------- | --- |
| 4 kwietnia  | 14 września    | Niepokój (Disturbia)                       | Stany Zjednoczone | D.J. Caruso             | Shia LaBeouf, Sarah Roemer, Carrie-Anne Moss, David Morse, Aaron Yoo                                   |
| 4 kwietnia  | 7 grudnia      | Strażacki pies (Firehouse Dog)             | /                 | Todd Holland            | Josh Hutcherson, Bruce Greenwood, Bill Nunn, Scotch Ellis Loring, Mayte Garcia                         |
| 8 kwietnia  | 5 października | Niewidzialny (The Invisible)               | /                 | David S. Goyer          | Justin Chatwin, Margarita Levieva, Marcia Gay Harden, Chris Marquette, Alex O’Loughlin                 |
| 10 kwietnia | 13 kwietnia    | Ktoś całkiem obcy (Perfect Stranger)       | Stany Zjednoczone | James Foley             | Halle Berry, Bruce Willis, Giovanni Ribisi, Richard Portnow, Gary Dourdan                              |
| 11 kwietnia | 10 sierpnia    | Słaby punkt (Fracture)                     | /                 | Gregory Hoblit          | Anthony Hopkins, Ryan Gosling, David Strathairn, Rosamund Pike, Embeth Davidtz                         |
| 2005        | 13 kwietnia    | Grizzly Man                                | Stany Zjednoczone | Werner Herzog           | Bohater filmu: Timothy Treadwell                                                                       |
| 2006        | 13 kwietnia    | Miss Potter                                | /                 | Chris Noonan            | Renée Zellweger, Ewan McGregor, Emily Watson, Barbara Flynn, Bill Paterson                             |
| 2006        | 13 kwietnia    | Scoop – Gorący temat (Scoop)               | /                 | Woody Allen             | Scarlett Johansson, Woody Allen, Hugh Jackman, Ian McShane                                             |
| 2006        | 13 kwietnia    | Stefan Malutki (El Ratón Pérez)            | /                 | Juan Pablo Buscarini    | Dubbing: Cezary Żak, Julia Jędrzejewska, Wit Apostolakis-Gluziński, Renata Dancewicz, Szymon Bobrowski |
| 1972        | 13 kwietnia    | Szepty i krzyki (Viskningar och rop)       | Szwecja           | Ingmar Bergman          | Harriet Andersson, Kari Sylwan, Ingrid Thulin, Liv Ullmann, Anders Ek                                  |
| 16 kwietnia | 4 maja         | Spider-Man 3                               | Stany Zjednoczone | Sam Raimi               | Tobey Maguire, Kirsten Dunst, James Franco, Thomas Haden Church, Topher Grace                          |
| 16 kwietnia | 20 lipca       | W świecie kobiet (In the Land of Women)    | Stany Zjednoczone | Jon Kasdan              | Adam Brody, Meg Ryan, Elena Anaya, Kristen Stewart, Olympia Dukakis                                    |
| 2006        | 20 kwietnia    | Euforia (Эйфория)                          | Rosja             | Iwan Wyrypajew          | Polina Aguriejewa, Maksim Uszakow, Michaił Okuniew, Jarosławna Sierowa                                 |
| 2006        | 20 kwietnia    | Flicka                                     | /                 | Michael Mayer           | Tim McGraw, Maria Bello, Alison Lohman, Ryan Kwanten, Danny Pino                                       |
| 20 kwietnia | 3 sierpnia     | Motel (Vacancy)                            | Stany Zjednoczone | Nimrod Antal            | Kate Beckinsale, Luke Wilson, Frank Whaley, Ethan Embry, Scott G. Anderson                             |
| 2006        | 20 kwietnia    | Klimaty (İklimler)                         | /                 | Nuri Bilge Ceylan       | Ebru Ceylan, Nuri Bilge Ceylan, Nazan Kirilmis, Mehmet Eryılmaz, Arif Aşçı                             |
| 2006        | 20 kwietnia    | Pracownik miesiąca (Employee of the Month) | Stany Zjednoczone | Greg Coolidge           | Dane Cook, Jessica Simpson, Dax Shepard, Andy Dick, Tim Bagley                                         |
| 2001        | 20 kwietnia    | Proch i pył (Dust)                         | /                 | Miłczo Manczewski       | Joseph Fiennes, David Wenham, Adrian Lester, Anne Brochet, Rosemary Murphy                             |
| 2006        | 20 kwietnia    | Time (Shi gan)                             | /                 | Kim Ki-duk              | Ha Jung-woo, Park Ji-yeon, Jung Gyu-woon, Kim Ji-heon, Kim Sung-min                                    |
| 25 kwietnia | 10 sierpnia    | Next                                       | Stany Zjednoczone | Lee Tamahori            | Nicolas Cage, Julianne Moore, Jessica Biel, Thomas Kretschmann, Peter Falk                             |
| 26 kwietnia | 31 sierpnia    | 28 tygodni później (28 Weeks Later)        | /                 | Juan Carlos Fresnadillo | Robert Carlyle, Catherine McCormack, Rose Byrne, Jeremy Renner, Harold Perrineau                       |
| 2006        | 27 kwietnia    | Flyboys – bohaterska eskadra (Flyboys)     | /                 | Tony Bill               | James Franco, Scott Hazell, Mac McDonald, Philip Winchester, Todd Boyce                                |
| 28 kwietnia | 30 listopada   | Mokra robota (You Kill Me)                 | Stany Zjednoczone | John Dahl               | Ben Kingsley, Téa Leoni, Luke Wilson, Dennis Farina, Philip Baker Hall                                 |

#### Maj
| Premiera | Premiera       | Tytuł filmu                                                                    | Kraj              | Reżyseria                 | Obsada                                                                                                  |
| Światowa | Polska         | Tytuł filmu                                                                    | Kraj              | Reżyseria                 | Obsada                                                                                                  |
| -------- | -------------- | ------------------------------------------------------------------------------ | ----------------- | ------------------------- | --- |
| 2003     | 4 maja         | Moje życie beze mnie (Mi vida sin mi)                                          | /                 | Isabel Coixet             | Sarah Polley, Amanda Plummer, Scott Speedman, Leonor Watling, Deborah Harry                             |
| 2006     | 4 maja         | Twardziel (Knallhart)                                                          | Niemcy            | Detlev Buck               | David Kross, Jenny Elvers, Erhan Emre, Oktay Özdemir, Kida Khodr Ramadan                                |
| 6 maja   | 29 czerwca     | Shrek Trzeci (Shrek the Third)                                                 | Stany Zjednoczone | Chris Miller Raman Hui    | Dubbing: Mike Myers, Eddie Murphy, Cameron Diaz, Antonio Banderas, Julie Andrews                        |
| 10 maja  | 31 sierpnia    | Twarda sztuka (Georgia Rule)                                                   | Stany Zjednoczone | Garry Marshall            | Jane Fonda, Lindsay Lohan, Felicity Huffman, Dermot Mulroney, Cary Elwes                                |
| 2005     | 11 maja        | Dziękujemy za palenie (Thank You For Smoking)                                  | Stany Zjednoczone | Jason Reitman             | Aaron Eckhart, Maria Bello, Cameron Bright, Adam Brody, Sam Elliott                                     |
| 2006     | 11 maja        | Happy Wkręt (Happily N’Ever After)                                             | /                 | Paul Bolger Yvette Kaplan | Dubbing: Danuta Stenka, Agnieszka Kunikowska, Wojciech Malajkat, Maciej Miecznikowski, Krzysztof Tyniec |
| 2006     | 11 maja        | Kilka dni września (Quelques jours en septembre)                               | /                 | Santiago Amigorena        | Juliette Binoche, John Turturro, Sara Forestier, Tom Riley, Nick Nolte                                  |
| 11 maja  | 9 listopada    | Nigdy nie będę twoja (I Could Never Be Your Woman)                             | Stany Zjednoczone | Amy Heckerling            | Michelle Pfeiffer, Paul Rudd, Saoirse Ronan, Stacey Dash, Fred Willard                                  |
| 1973     | 11 maja        | Sceny z życia małżeńskiego (Scener ur ett äktenskap)                           | Szwecja           | Ingmar Bergman            | Liv Ullmann, Erland Josephson, Bibi Andersson, Jan Malmsjö, Gunnel Lindblom                             |
| 17 maja  | 5 października | 4 miesiące, 3 tygodnie i 2 dni (4 luni, 3 saptamani si 2 zile)                 | Rumunia           | Cristian Mungiu           | Anamaria Marinca, Laura Vasiliu, Vlad Ivanov, Alexandru Potocean, Ion Sapdaru                           |
| 2006     | 18 maja        | 12:08 na wschód od Bukaresztu (A fost sau n-a fost?)                           | Rumunia           | Corneliu Porumboiu        | Mircea Andreescu, Teodor Corban, Ion Sapdaru, Mirela Cioaba, Luminița Gheorghiu                         |
| 2006     | 18 maja        | Malowany welon (The Painted Veil)                                              | /                 | John Curran               | Edward Norton, Naomi Watts, Liev Schreiber, Toby Jones, Catherine An                                    |
| 2006     | 18 maja        | Obsługiwałem angielskiego króla (Obsluhoval jsem anglického krále)             | /                 | Jiří Menzel               | Iwan Barnew, Oldřich Kaiser, Julia Jentsch, Martin Huba, Marián Labuda                                  |
| 2006     | 18 maja        | Opowieści z Ziemiomorza (ゲド戦記)                                             | Japonia           | Gorō Miyazaki             | Dubbing: Junichi Okada, Aoi Teshima, Bunta Sugawara, Yûko Tanaka, Teruyuki Kagawa                       |
| 2006     | 18 maja        | Przypadek Harolda Cricka (Stranger Than Fiction)                               | Stany Zjednoczone | Marc Forster              | Will Ferrell, Maggie Gyllenhaal, Dustin Hoffman, Emma Thompson, Queen Latifah                           |
| 19 maja  | 25 maja        | Piraci z Karaibów: Na krańcu świata (Pirates of the Caribbean: At World’s End) | Stany Zjednoczone | Gore Verbinski            | Johnny Depp, Geoffrey Rush, Orlando Bloom, Keira Knightley, Jack Davenport                              |
| 21 maja  | 2 listopada    | Cena odwagi (A Mighty Heart)                                                   | /                 | Michael Winterbottom      | Angelina Jolie, Dan Futterman, Archie Panjabi, Mohammed Afzal, Daud Khan                                |
| 21 maja  | 5 października | Wpadka (Knocked Up)                                                            | Stany Zjednoczone | Judd Apatow               | Seth Rogen, Katherine Heigl, Paul Rudd, Leslie Mann, Jason Segel                                        |
| 22 maja  | 20 lipca       | Grindhouse Vol. 1: Death Proof (Death Proof)                                   | Stany Zjednoczone | Quentin Tarantino         | Kurt Russell, Zoe Bell, Rosario Dawson, Vanessa Ferlito, Sydney Tamiia Poitier                          |
| 22 maja  | 22 czerwca     | Mr. Brooks                                                                     | Stany Zjednoczone | Bruce A. Evans            | Kevin Costner, Demi Moore, Dane Cook, William Hurt, Marg Helgenberger                                   |
| 24 maja  | 23 listopada   | Do ciebie, człowieku (Du levande)                                              | /                 | Roy Andersson             | Jessika Lundberg, Elisabeth Helander, Björn Englund, Leif Larsson, Olle Olson                           |
| 24 maja  | 8 czerwca      | Ocean’s Thirteen                                                               | Stany Zjednoczone | Steven Soderbergh         | Brad Pitt, George Clooney, Matt Damon, Elliott Gould, Don Cheadle                                       |
| 25 maja  | 7 grudnia      | Aleksandra (Александра)                                                        | /                 | Aleksandr Sokurow         | Galina Wiszniewska, Wasilij Szewcow, Raisa Giczajewa, Andriej Bogdanow, Aleksandr Kładko                |
| 1966     | 25 maja        | Pociągi pod specjalnym nadzorem (Ostře sledované vlaky)                        | Czechosłowacja    | Jiří Menzel               | Václav Neckář, Josef Somr, Vlastimil Brodský, Vladimír Valenta, Alois Vachek                            |
| 26 maja  | 31 sierpnia    | Bunt. Sprawa Litwinienki (Bunt. Dieło Litwinienko)                             | Rosja             | Andriej Niekrasow         | Bohater filmu: Aleksandr Litwinienko                                                                    |
| 1981     | 31 maja        | Postrzyżyny (Postřižiny)                                                       | Czechosłowacja    | Jiří Menzel               | Magda Vášáryová, Jiří Schmitzer, Jaromír Hanzlík, Rudolf Hrušínský, Petr Čepek                          |

#### Czerwiec
| Premiera   | Premiera        | Tytuł filmu                                                                                   | Kraj              | Reżyseria                                             | Obsada                                                                                         |
| Światowa   | Polska          | Tytuł filmu                                                                                   | Kraj              | Reżyseria                                             | Obsada                                                                                         |
| ---------- | --------------- | --------------------------------------------------------------------------------------------- | ----------------- | ----------------------------------------------------- | ---------------------------------------------------------------------------------------------- |
| 1978       | 1 czerwca       | Jesienna sonata (Höstsonaten)                                                                 | Szwecja           | Ingmar Bergman                                        | Ingrid Bergman, Liv Ullmann, Lena Nyman, Halvar Björk, Marianne Aminoff                        |
| 2004       | 1 czerwca       | Los Muertos                                                                                   | Argentyna         | Lisandro Alonso                                       | Argentino Vargas, Francisco Dornez, Yolanda Galarza, Víctor Varela, Francisco Salazar          |
| 2005       | 1 czerwca       | Szczęście (Štěstí)                                                                            | Czechy            | Bohdan Sláma                                          | Tatiana Vilhelmová, Pavel Liška, Aňa Geislerová, Marek Daniel, Zuzana Kronerová                |
| 2 czerwca  | 10 sierpnia     | Na fali (Surf’s Up)                                                                           | Stany Zjednoczone | Ash Brannon Chris Buck                                | Dubbing: Shia LaBeouf, Jeff Bridges, Zooey Deschanel, Jon Heder, James Woods                   |
| 7 czerwca  | 22 czerwca      | Hostel 2 (Hostel: Part II)                                                                    | Stany Zjednoczone | Eli Roth                                              | Lauren German, Roger Bart, Heather Matarazzo, Bijou Phillips, Richard Burgi                    |
| 2002       | 8 czerwca       | Pan Zemsta (Boksuneun naui geot)                                                              | Korea Południowa  | Park Chan-wook                                        | Kang-ho Song, Ha-kyun Shin, Du-na Bae, Ji-Eun Lim, Bo-bae Han                                  |
| 2006       | 8 czerwca       | Zabić prezydenta (Death of a President)                                                       | Wielka Brytania   | Gabriel Range                                         | Hend Ayoub, Becky Ann Baker, Brian Boland, Michael Reilly Burke, Patricia Buckley              |
| 9 czerwca  | 2 listopada     | Wieczór (Evening)                                                                             | Stany Zjednoczone | Lajos Koltai                                          | Claire Danes, Toni Collette, Vanessa Redgrave, Patrick Wilson, Hugh Dancy                      |
| 12 czerwca | 23 listopada    | 1408                                                                                          | Stany Zjednoczone | Mikael Håfström                                       | John Cusack, Samuel L. Jackson, Mary McCormack, Tony Shalhoub, Len Cariou                      |
| 12 czerwca | 15 czerwca      | Fantastyczna Czwórka: Narodziny Srebrnego Surfera (Fantastic Four: Rise of the Silver Surfer) | /                 | Tim Story                                             | Ioan Gruffudd, Jessica Alba, Chris Evans, Michael Chiklis, Julian McMahon                      |
| 12 czerwca | 6 lipca         | Szklana pułapka 4.0 (Live Free or Die Hard)                                                   | /                 | Len Wiseman                                           | Bruce Willis, Timothy Olyphant, Justin Long, Maggie Q, Cliff Curtis                            |
| 12 czerwca | 17 sierpnia     | Transformers                                                                                  | Stany Zjednoczone | Michael Bay                                           | Shia LaBeouf, Megan Fox, Josh Duhamel, Tyrese Gibson, Rachael Taylor                           |
| 2006       | 15 czerwca      | Franklin i skarb jeziora (Franklin et le trésor du lac)                                       | /                 | Dominique Monfery                                     | Dubbing: Joanna Jabłczyńska, Artur Barciś, Iwona Rulewicz, Małgorzata Kożuchowska, Maciej Rock |
| 2006       | 15 czerwca      | Rozkosze Emmy (Emmas Glück)                                                                   | Niemcy            | Sven Taddicken                                        | Jördis Triebel, Jürgen Vogel, Maik Solbach, Martin Feifel, Anja Leppehof                       |
| 2006       | 15 czerwca      | Wszyscy twoi święci (A Guide to Recognizing Your Saints)                                      | Stany Zjednoczone | Dito Montiel                                          | Shia LaBeouf, Robert Downey Jr., Channing Tatum, Dianne Wiest, Chazz Palminteri                |
| 21 czerwca | 24 sierpnia     | Evan Wszechmogący (Evan Almighty)                                                             | Stany Zjednoczone | Tom Shadyac                                           | Steve Carell, Morgan Freeman, John Goodman, Wanda Sykes, John Michael Higgins                  |
| 21 czerwca | 12 października | Grindhouse: Planet Terror (Planet Terror)                                                     | Stany Zjednoczone | Robert Rodriguez                                      | Rose McGowan, Freddy Rodríguez, Josh Brolin, Marley Shelton, Jeff Fahey                        |
| 22 czerwca | 19 października | Ratatuj (Ratatouille)                                                                         | Stany Zjednoczone | Brad Bird                                             | Dubbing: Patton Oswalt, Ian Holm, Lou Romano, Brian Dennehy, Peter Sohn                        |
| 2005       | 22 czerwca      | Rosario Tijeras                                                                               | Kolumbia          | Emilio Maillé                                         | Flora Martínez, Unax Ugalde, Manolo Cardona, Rodrigo Oviedo, Alonso Arias                      |
| 2004       | 22 czerwca      | Whisky                                                                                        | Urugwaj           | Juan Pablo Rebella, Pablo Stoll                       | Andrés Pazos, Mirella Pascual, Jorge Bolani, Ana Katz, Daniel Hendler                          |
| 28 czerwca | 27 lipca        | Harry Potter i Zakon Feniksa (Harry Potter and the Order of the Phoenix)                      | /                 | David Yates                                           | Daniel Radcliffe, Emma Watson, Rupert Grint, Ralph Fiennes, Imelda Staunton                    |
| 2005       | 29 czerwca      | Viva Cuba                                                                                     | Kuba              | Juan Carlos Cremata Malberti, Iraida Malberti Cabrera | Jorge Milo, Sara Cabrera, Luis Alberto García, Pavel García Valdés                             |

#### Lipiec
| Premiera | Premiera        | Tytuł filmu                                                         | Kraj              | Reżyseria                           | Obsada                                                                                    |
| Światowa | Polska          | Tytuł filmu                                                         | Kraj              | Reżyseria                           | Obsada                                                                                    |
| -------- | --------------- | ------------------------------------------------------------------- | ----------------- | ----------------------------------- | ----------------------------------------------------------------------------------------- |
| 2 lipca  | 19 października | Piękność w opałach (Kráska v nesnázích)                             | Czechy            | Jan Hřebejk                         | Anna Geislerová, Josef Abrhám, Jana Brejchová, Jirí Schmitzer, Emília Vásáryová           |
| 2004     | 6 lipca         | Aaltra                                                              | /                 | Gustave de Kervern, Benoît Delépine | Gustave de Kervern, Benoît Delépine, Michel de Gavre, Gérard Condejean, Isabelle Delépine |
| 2005     | 6 lipca         | George Michael: Inna historia (George Michael: A Different Story)   | Wielka Brytania   | Southan Morris                      | Bohater filmu: George Michael                                                             |
| 12 lipca | 21 września     | Państwo młodzi: Chuck i Larry (I Now Pronounce You Chuck and Larry) | Stany Zjednoczone | Dennis Dugan                        | Adam Sandler, Kevin James, Jessica Biel, Dan Aykroyd, Ving Rhames                         |
| 13 lipca | 28 września     | Lakier do włosów (Hairspray)                                        | /                 | Adam Shankman                       | John Travolta, Michelle Pfeiffer, Christopher Walken, Amanda Bynes, James Marsden         |
| 2006     | 20 lipca        | Miłość i inne nieszczęścia (Love and Other Disasters)               | /                 | Alek Keshishian                     | Brittany Murphy, Matthew Rhys, Catherine Tate, Santiago Cabrera, Elliot Cowan             |
| 21 lipca | 3 sierpnia      | Simpsonowie: Wersja kinowa (The Simpsons Movie)                     | Stany Zjednoczone | David Silverman                     | Dubbing: Dan Castellaneta, Julie Kavner, Nancy Cartwright, Yeardley Smith, Harry Shearer  |
| 25 lipca | 7 września      | Ultimatum Bourne’a (The Bourne Ultimatum)                           | /                 | Paul Greengrass                     | Matt Damon, Julia Stiles, David Strathairn, Scott Glenn, Paddy Considine                  |
| 25 lipca | 7 września      | Życie od kuchni (No Reservations)                                   | /                 | Scott Hicks                         | Catherine Zeta-Jones, Aaron Eckhart, Abigail Breslin, Patricia Clarkson, Jenny Wade       |
| 27 lipca | 14 września     | Wiem, kto mnie zabił (I Know Who Killed Me)                         | Stany Zjednoczone | Chris Sivertson                     | Lindsay Lohan, Bonnie Aarons, Michael Adler, Garcelle Beauvais, Michael Esparza           |
| 2005     | 29 lipca        | Nomad (Көшпенділер)                                                 | /                 | Siergiej Bodrow Ivan Passer         | Kuno Becker, Jay Hernández, Jason Scott Lee, Mark Dacascos                                |
| 30 lipca | 12 października | Godziny szczytu 3 (Rush Hour 3)                                     | /                 | Brett Ratner                        | Jackie Chan, Chris Tucker, Max von Sydow, Yvan Attal, Hiroyuki Sanada                     |

#### Sierpień
| Premiera    | Premiera        | Tytuł filmu                                                                                         | Kraj              | Reżyseria                             | Obsada                                                                                  |
| Światowa    | Polska          | Tytuł filmu                                                                                         | Kraj              | Reżyseria                             | Obsada                                                                                  |
| ----------- | --------------- | --------------------------------------------------------------------------------------------------- | ----------------- | ------------------------------------- | --------------------------------------------------------------------------------------- |
| 2006        | 3 sierpnia      | Zew krwi (Skinwalkers)                                                                              | /                 | Jason Isaac                           | Jason Behr, Elias Koteas, Rhona Mitra, Natassia Malthe, Kim Coates                      |
| 9 sierpnia  | 12 października | Gwiezdny pył (Stardust)                                                                             | /                 | Matthew Vaughn                        | Charlie Cox, Claire Danes, Sienna Miller, Robert De Niro, Michelle Pfeiffer             |
| 2006        | 10 sierpnia     | Mój najlepszy przyjaciel (Mon meilleur ami)                                                         | Francja           | Patrice Leconte                       | Daniel Auteuil, Dany Boon, Julie Gayet, Julie Durand, Jacques Mathou                    |
| 2006        | 10 sierpnia     | Requiem                                                                                             | Niemcy            | Hans-Christian Schmid                 | Sandra Hüller, Burghart Klaußner, Imogen Kogge, Anna Blomeier, Nicholas Reinke          |
| 11 sierpnia | 30 listopada    | Nigdy nie mów żegnaj (Kabhi Alvida Naa Kehna)                                                       | Indie             | Karan Johar                           | Amitabh Bachchan, Shah Rukh Khan, Rani Mukherjee, Preity Zinta, Abhishek Bachchan       |
| 2006        | 17 sierpnia     | Czarna Dalia (The Black Dahlia)                                                                     | /                 | Brian De Palma                        | Josh Hartnett, Scarlett Johansson, Aaron Eckhart, Hilary Swank, Mia Kirshner            |
| 2006        | 17 sierpnia     | Don (Don: The Chase Begins Again)                                                                   | Indie             | Farhan Akhtar                         | Shah Rukh Khan, Priyanka Chopra, Arjun Rampal, Isha Koppikar, Boman Irani               |
| 17 sierpnia | 2 listopada     | Inwazja (The Invasion)                                                                              | /                 | Oliver Hirschbiegel                   | Nicole Kidman, Daniel Craig, Jeremy Northam, Jackson Bond, Jeffrey Wright               |
| 17 sierpnia | 2 listopada     | Supersamiec (Superbad)                                                                              | Stany Zjednoczone | Greg Mottola                          | Jonah Hill, Michael Cera, Christopher Mintz-Plasse, Bill Hader, Seth Rogen              |
| 2003        | 17 sierpnia     | Żelary (Zelary)                                                                                     | /                 | Ondřej Trojan                         | Anna Geislerová, György Cserhalmi, Jaroslava Adamová, Miroslav Donutil, Jaroslav Dušek  |
| 21 sierpnia | 9 listopada     | 3:10 do Yumy (3:10 to Yuma)                                                                         | Stany Zjednoczone | James Mangold                         | Russell Crowe, Christian Bale, Logan Lerman, Dallas Roberts, Ben Foster                 |
| 2006        | 24 sierpnia     | 7 krasnoludków: Las to za mało – historia jeszcze prawdziwsza (7 Zwerge – Der Wald ist nicht genug) | Niemcy            | Sven Unterwaldt Jr.                   | Mirco Nontschew, Boris Aljinovic, Ralf Schmitz, Gustav-Peter Wöhler, Martin Schneider   |
| 24 sierpnia | 21 grudnia      | Niania w Nowym Jorku (The Nanny Diares)                                                             | Stany Zjednoczone | Shari Springer Berman, Robert Pulcini | Scarlett Johansson, Donna Murphy, John Henry Cox, Alicia Keys, Laura Linney             |
| 24 sierpnia |                 | Wrześniowy świt (September Dawn)                                                                    | Stany Zjednoczone | Christopher Cain                      | Terence Stamp, Jon Voight, Trent Ford, Lolita Davidovich                                |
| 2004        | 24 sierpnia     | Siódmy dzień (El séptimo día)                                                                       | Hiszpania         | Carlos Saura                          | Juan Diego, José Luis Gómez, José Garcia, Victoria Abril, Yohana Cobo                   |
| 2006        | 31 sierpnia     | Cień (El custodio)                                                                                  | /                 | Rodrigo Moreno                        | Julio Chávez, Omar Núñez, Marcelo D’Andrea, Elvira Onetto, Cristina Villamor            |
| 31 sierpnia | 26 października | Halloween                                                                                           | Stany Zjednoczone | Rob Zombie                            | Malcolm McDowell, Scout Taylor-Compton, Tyler Mane, Sheri Moon Zombie, William Forsythe |
| 31 sierpnia | 23 listopada    | Michael Clayton                                                                                     | Stany Zjednoczone | Tony Gilroy                           | George Clooney, Tom Wilkinson, Tilda Swinton, Sydney Pollack, Michael O’Keefe           |
| 2005        | 31 sierpnia     | Od pogrzebu do pogrzebu (Odgrobadogroba)                                                            | /                 | Jan Cvitkovič                         | Gregor Baković, Drago Milinović, Sonja Savic, Mojca Fatur, Domen Remskar                |

#### Wrzesień
| Premiera    | Premiera        | Tytuł filmu | Kraj              | Reżyseria                                    | Obsada                                                                                                  |
| Światowa    | Polska          | Tytuł filmu | Kraj              | Reżyseria                                    | Obsada                                                                                                  |
| ----------- | --------------- | --- | ----------------- | -------------------------------------------- | --- |
| 2 września  | 14 grudnia      | Zabójstwo Jesse’ego Jamesa przez tchórzliwego Roberta Forda (The Assassination of Jesse James by the Coward Robert Ford) | /                 | Andrew Dominik                               | Brad Pitt, Mary-Louise Parker, Casey Affleck, Sam Rockwell, Jeremy Renner                               |
| 6 września  | 5 października  | Odważna (The Brave One)                                                                                                  | /                 | Neil Jordan                                  | Jodie Foster, Terrence Howard, Nicky Katt, Naveen Andrews, Mary Steenburgen                             |
| 2006        | 7 września      | I ty możesz zostać bohaterem (Everyone’s Hero)                                                                           | /                 | Colin Brady Christopher Reeve Dan St. Pierre | Dubbing: Małgorzata Kożuchowska, Agnieszka Dygant, Krzysztof Tyniec, Mirosław Zbrojewicz, Monika Pikuła |
| 2005        | 7 września      | Restart | /                 | Julius Ševčík                                | Lenka Krobotová, Filip Čapka, Anna Polívková, Václav Jiráček, Hana Seidlová                             |
| 7 września  | 26 października | Transfer (Rendition) | Stany Zjednoczone | Gavin Hood                                   | Omar Metwally, Reese Witherspoon, Jake Gyllenhaal, Meryl Streep, Alan Arkin                             |
| 8 września  | 2010            | Bitwa w Seattle (Battle in Seattle)                                                                                      | / /               | Stuart Townsend                              | Martin Henderson, Michelle Rodriguez, Woody Harrelson, Charlize Theron, André Benjamin                  |
| 9 września  | 28 grudnia      | Rozważni i romantyczni – Klub miłośników Jane Austen (The Jane Austen Book Club)                                         | Stany Zjednoczone | Robin Swincord                               | Maria Bello, Kathy Baker, Marc Blucas, Emily Blunt, Amy Brenneman                                       |
| 2006        | 14 września     | Reguły kłamstwa (Pravidla lži)                                                                                           | Czechy            | Robert Sedláček                              | Jiří Langmajer, David Švehlík, Petra Jungmanová, Klára Issová, Martin Trnavský                          |
| 2006        | 14 września     | Straż dzienna (Дневной Дозор)                                                                                            | Rosja             | Timur Biekmambietow                          | Konstantin Chabienski, Marija Poroszyna, Władimir Mieńszow, Galina Tiunina, Wiktor Wierzbicki           |
| 20 września | 16 listopada    | Resident Evil: Zagłada (Resident Evil: Extinction)                                                                       | /                 | Russell Mulcahy                              | Milla Jovovich, Oded Fehr, Ali Larter, Iain Glen, Ashanti                                               |
| 2005        | 21 września     | Habana Blues | /                 | Benito Zambrano                              | Alberto Yoel, Roberto Sanmartín, Yailene Sierra, Mayra Rodríguez, Ernesto Escalona                      |
| 2005        | 21 września     | Święta rodzina (La Sagrada familia)                                                                                      | Chile             | Sebastian Campos                             | Patricia López, Néstor Cantillana, Sergio Hernández, Coca Guazzini, Macarena Teke                       |
| 27 września | 30 listopada    | Dziewczyna moich koszmarów (The Heartbreak Kid)                                                                          | Stany Zjednoczone | Peter Farelly Bobby Farelly                  | Ben Stiller, Malin Akerman, Michelle Monaghan, Jerry Stiller, Rob Corddry                               |
| 2005        | 28 września     | Iberia | /                 | Carlos Saura                                 | ---- |
| 28 września | 7 grudnia       | Smaki miłości (Feast of Love)                                                                                            | Stany Zjednoczone | Robert Benton                                | Morgan Freeman, Greg Kinnear, Radha Mitchell, Billy Burke, Selma Blair                                  |

#### Październik
| Premiera        | Premiera        | Tytuł filmu                                                                  | Kraj              | Reżyseria                    | Obsada                                                                                        |
| Światowa        | Polska          | Tytuł filmu                                                                  | Kraj              | Reżyseria                    | Obsada                                                                                        |
| --------------- | --------------- | ---------------------------------------------------------------------------- | ----------------- | ---------------------------- | --------------------------------------------------------------------------------------------- |
| 4 października  | 16 listopada    | Miłość w czasach zarazy (Love in the Time of Cholera)                        | Stany Zjednoczone | Mike Newell                  | Javier Bardem, Benjamin Bratt, Giovanna Mezzogiorno, Marcela Mar, Liev Schreiber              |
| 2000            | 5 października  | Chopper                                                                      | Australia         | Andrew Dominik               | Eric Bana, Simon Lyndon, David Field, Daniel Wyllie, Bill Young                               |
| 2006            | 5 października  | Nieznajoma (La Sconosciuta)                                                  | /                 | Giuseppe Tornatore           | Ksenia Rappoport, Pierfrancesco Favino, Alessandro Haber, Claudia Gerini, Michele Placido     |
| 2006            | 5 października  | Opowieści taboru cygańskiego (When the Road Bends: Tales of a Gypsy Caravan) | Stany Zjednoczone | Jasmine Dellal               | ----                                                                                          |
| 2006            | 12 października | Nie mów nikomu (Ne le dis à personne)                                        | Francja           | Guillaume Canet              | François Cluzet, Marie-Josée Croze, André Dussollier, Kristin Scott Thomas, François Berléand |
| 1991            | 12 października | Szkoła podstawowa (Obecná škola)                                             | Czechosłowacja    | Jan Svěrák                   | Jan Tříska, Zdeněk Svěrák, Václav Jakoubek, Radoslav Budác, Libuše Šafránková                 |
| 2006            | 19 października | Imiennik (The Namesake)                                                      | /                 | Mira Nair                    | Kal Penn, Tabu, Irrfan Khan, Jacinda Barrett, Zuleikha Robinson                               |
| 22 października | 9 listopada     | Ukryta strategia (Lions for Lambs)                                           | Stany Zjednoczone | Robert Redford               | Robert Redford, Meryl Streep, Tom Cruise, Michael Peña, Andrew Garfield                       |
| 2006            | 26 października | Kłopotliwy człowiek (Den brysomme mannen)                                    | /                 | Jens Lien                    | Trond Fausa Aurvaag, Petronella Barker, Per Schaaning, Birgitte Larsen, Johannes Joner        |
| 2006            | 26 października | Miasto słońca (Ghosts of Cite Soleil)                                        | /                 | Asger Leth Milos Loncarevic  | ----                                                                                          |
| 28 października | 16 listopada    | Film o pszczołach (Bee Movie)                                                | Stany Zjednoczone | Steve Hickner Scott J. Smith | Dubbing: Jerry Seinfeld, Renée Zellweger, Matthew Broderick, Patrick Warburton, John Goodman  |

#### Listopad
| Premiera     | Premiera     | Tytuł filmu                                                        | Kraj              | Reżyseria                | Obsada                                                                                       |
| Światowa     | Polska       | Tytuł filmu                                                        | Kraj              | Reżyseria                | Obsada                                                                                       |
| ------------ | ------------ | ------------------------------------------------------------------ | ----------------- | ------------------------ | -------------------------------------------------------------------------------------------- |
| 2006         | 2 listopada  | Męska historia (The History Boys)                                  | Wielka Brytania   | Nicholas Hytner          | Samuel Anderson, James Corden, Stephen Campbell Moore, Richard Griffiths, Frances de la Tour |
| 5 listopada  | 23 listopada | Beowulf                                                            | Stany Zjednoczone | Robert Zemeckis          | Ray Winstone, Anthony Hopkins, Robin Wright Penn, Angelina Jolie, John Malkovich             |
| 2004         | 9 listopada  | Na złamanie karku (Horem pádem)                                    | Czechy            | Jan Hřebejk              | Petr Forman, Emília Vášáryová, Jiří Macháček, Nataša Burger, Jan Tříska                      |
| 15 listopada | 30 listopada | Pana Magorium cudowne emporium (Mr. Magorium’s Wonder Emporium)    | Stany Zjednoczone | Zach Helm                | Dustin Hoffman, Natalie Portman, Ted Ludzik, Zach Mills, Jason Bateman                       |
| 2006         | 16 listopada | Fanaa (Fanaa)                                                      | Indie             | Kunal Kohli              | Aamir Khan, Kajol, Tabu, Shiney Ahuja, Jaspal Bhatti                                         |
| 2006         | 16 listopada | Klasztor. Pan Vig i zakonnica (The Monastery: Mr. Vig and the Nun) | Dania             | Pernille Rose Grønkjær   | ----                                                                                         |
| 2006         | 16 listopada | The Host: Potwór (Gwoemul)                                         | Korea Południowa  | Bong Joon-ho             | Song Kang-ho, Byeon Hie-bong, Park Hae-il, Bae Du-na, Ko Ah-sung                             |
| 21 listopada | 30 listopada | Hitman                                                             | /                 | Xavier Gans              | Timothy Olyphant, Dougray Scott, Olga Kurylenko, Robert Knepper, Ulrich Thomsen              |
| 1969         | 23 listopada | Macunaíma                                                          | Brazylia          | Joaquim Pedro de Andrade | Grande Otelo, Paulo José, Jardel Filho, Dina Sfat, Milton Gonçalves                          |
| 2006         | 23 listopada | Czerwona droga (Red Road)                                          | /                 | Andrea Arnold            | Kate Dickie, Tony Curran, Martin Compston, Natalie Press, Paul Higgins, Andrew Armour        |
| 27 listopada | 6 grudnia    | Złoty kompas (The Golden Compass)                                  | /                 | Chris Weitz              | Nicole Kidman, Daniel Craig, Dakota Blue Richards, Ben Walker, Freddie Highmore              |
| 1994         | 30 listopada | Akumulator 1 (Akumulátor 1)                                        | Czechy            | Jan Svěrák               | Petr Forman, Edita Brychta, Zdeněk Svěrák, Bolek Polívka, Ladislav Smoljak                   |

#### Grudzień
| Premiera   | Premiera   | Tytuł filmu                                           | Kraj              | Reżyseria                   | Obsada                                                                      |
| Światowa   | Polska     | Tytuł filmu                                           | Kraj              | Reżyseria                   | Obsada                                                                      |
| ---------- | ---------- | ----------------------------------------------------- | ----------------- | --------------------------- | --------------------------------------------------------------------------- |
| 5 grudnia  | 2008       | Jestem legendą (I Am Legend)                          | Stany Zjednoczone | Francis Lawrence            | Will Smith, Alice Braga, Dash Mihok, Salli Richardson, Willow Smith         |
| 1984       | 14 grudnia | Tybet: Trylogia buddyjska (Tibet: A Buddhist Trilogy) | Wielka Brytania   | Graham Coleman              | ----                                                                        |
| 2005       | 21 grudnia | Księżniczki (Princesas)                               | Hiszpania         | Fernando Leon de Aranoa     | Candela Peña, Micaela Nevárez, Mariana Cordero, Llum Barrera, Violeta Pérez |
| 25 grudnia | 28 grudnia | Obcy kontra Predator 2 (Aliens vs Predator – Requiem) | Stany Zjednoczone | Colin Strause, Greg Strause | Steven Pasquale, Reiko Aylesworth, John Ortiz, Johnny Lewis, Ariel Gade     |

## Nagrody filmowe

### Złote Globy
64. ceremonia wręczenia Złotych Globów odbyła się 15 stycznia 2007 roku.
- Pełna lista nagrodzonych

| Najlepszy film dramatycznyBabel Najlepszy reżyserMartin Scorsese za film Infiltracja (The Departed) | Najlepsza aktorka w filmie dramatycznymHelen Mirren za rolę w filmie Królowa (The Queen) Najlepszy aktor w filmie dramatycznymForest Whitaker za rolę w filmie Ostatni król Szkocji (The Last King of Scotland) |

### Goya
21. ceremonia wręczenia Hiszpańskich Nagród Filmowych odbyła się 28 stycznia 2007 roku.
- Pełna lista nagrodzonych

| Najlepszy filmVolver Najlepszy reżyserPedro Almodóvar za film Volver | Najlepsza aktorkaPenélope Cruz za rolę w filmie Volver Najlepszy aktorJuan Diego za rolę w filmie Odejdź raz na zawsze (Vete de mí) |

### Nagroda Gildii Aktorów Ekranowych
13. ceremonia wręczenia nagród Gildii Aktorów Filmowych odbyła się 28 stycznia 2007 roku.
- Pełna lista nagrodzonych

| Najlepsza aktorkaHelen Mirren za rolę w filmie Królowa (The Queen) Najlepszy aktorForest Whitaker za rolę w filmie Ostatni król Szkocji (The Last King of Scotland) | Najlepsza aktorka w serialu dramatycznymChandra Wilson za rolę w serialu Chirurdzy (Grey’s Anatomy) Najlepszy aktor w serialu dramatycznymHugh Laurie za rolę w serialu Dr House (House) |

### Złoty Niedźwiedź
57. Międzynarodowy Festiwal Filmowy w Berlinie odbył się w dniach 8–18 lutego 2007 roku.
- Pełna lista nagrodzonych

| Złoty NiedźwiedźWang Quan’an za film Małżeństwo Tui (Tuya de hun shi) |

### BAFTA
60. ceremonia wręczenia nagród Brytyjskiej Akademii Sztuk Filmowych i Telewizyjnych odbyła się 11 lutego 2007 roku.
- Pełna lista nagrodzonych

| Najlepszy filmKrólowa (The Queen) Najlepszy reżyserPaul Greengrass za film Lot 93 (United 93) | Najlepsza aktorkaHelen Mirren za rolę w filmie Królowa (The Queen) Najlepszy aktorForest Whitaker za rolę w filmie Ostatni król Szkocji (The Last King of Scotland) |

### Cezary
32. ceremonia wręczenia Francuskich Nagród Filmowych odbyła się 24 lutego 2007 roku.
- Pełna lista nagrodzonych

| Najlepszy filmKochanek lady Chatterley (Lady Chatterley) Najlepszy reżyserGuillaume Canet za film Nie mów nikomu (Ne le dis à personne) | Najlepsza aktorkaMarina Hands za rolę w filmie Kochanek lady Chatterley (Lady Chatterley) Najlepszy aktorFrançois Cluzet za rolę w filmie Nie mów nikomu (Ne le dis à personne) |

### Złote Maliny
27. rozdanie Złotych Malin odbyło się 24 lutego 2007 roku.
- Pełna lista nagrodzonych

| Najgorszy filmNagi instynkt 2 (Basic Instinct 2) Najgorszy reżyserM. Night Shyamalan za film Kobieta w błękitnej wodzie (Lady in the Water) | Najgorsza aktorkaSharon Stone za rolę w filmie Nagi instynkt 2 (Basic Instinct 2) Najgorszy aktorMarlon Wayans i Shawn Wayans za rolę w filmie Mały (Little Man) |

### Oscary
79. ceremonia wręczenia Oscarów odbyła się 25 lutego 2007 roku.
- Pełna lista nagrodzonych

| Najlepszy filmInfiltracja (The Departed) Najlepszy reżyserMartin Scorsese za film Infiltracja (The Departed) | Najlepsza aktorkaHelen Mirren za rolę w filmie Królowa (The Queen) Najlepszy aktorForest Whitaker za rolę w filmie Ostatni król Szkocji (The Last King of Scotland) |

### Złota Palma
60. Międzynarodowy Festiwal Filmowy w Cannes odbył się w dniach 16–27 maja 2007 roku.
- Pełna lista nagrodzonych

| Najlepszy film4 miesiące, 3 tygodnie i 2 dni (4 luni, 3 saptamani si 2 zile) |

### Złoty Lew
64. Międzynarodowy Festiwal Filmowy w Wenecji odbył się w dniach 29 sierpnia-8 września 2007 roku.
- Pełna lista nagrodzonych

| Najlepszy filmOstrożnie, pożądanie (色，戒) Najlepszy reżyserBrian De Palma za film Na gorąco (Redacted) | Najlepsza aktorkaCate Blanchett za rolę w filmie I’m Not There. Gdzie indziej jestem (I’m Not There) Najlepszy aktorBrad Pitt za rolę w filmie Zabójstwo Jesse’ego Jamesa przez tchórzliwego Roberta Forda (The Assassination of Jesse James by the Coward Robert Ford) |

### Festiwal Polskich Filmów Fabularnych
XXXII. Festiwal Polskich Filmów Fabularnych odbył się 17–22 września 2007 roku.
- Pełna lista nagrodzonych

| Najlepszy filmSztuczki Najlepszy reżyserTomasz Wiszniewski za film Wszystko będzie dobrze | Najlepsza aktorkaDanuta Szaflarska za rolę w filmie Pora umierać Najlepszy aktorRobert Więckiewicz za role w filmach Wszystko będzie dobrze i Świadek koronny |

### Camerimage
15. edycja Międzynarodowego Festiwalu Sztuki Autorów Zdjęć Filmowych Camerimage odbyła się w dniach 24 listopada-1 grudnia 2007 roku.
| Złota ŻabaJanusz Kamiński za zdjęcia do filmu Motyl i skafander (Le Scaphandre et le papillon) Srebrna ŻabaBruno Delbonnel za zdjęcia do filmu Across the Universe | Brązowa ŻabaEdward Lachman za zdjęcia do filmu I’m Not There. Gdzie indziej jestem (I’m Not There) |

## Zmarli
- 1 stycznia
  - A.I. Bezzerides, turecki scenarzysta (ur. 1908)
  - Krystyna Nawrocka, polska reżyserka (ur. 1948)
- 2 stycznia – Sergio Jiménez, meksykański aktor (ur. 1937)
- 4 stycznia
  - Ben Gannon, australijski producent (ur. 1952)
  - Helen Hill, amerykańska reżyserka (ur. 1970)
  - Steve Krantz, amerykański producent (ur. 1923)
- 6 stycznia
  - Charmion King, kanadyjska aktorka (ur. 1925)
  - Sneaky Pete Kleinow, amerykański specjalista od efektów specjalnych (ur. 1934)
- 8 stycznia
  - Han Bong-soo, koreański aktor (ur. 1933)
  - Yvonne De Carlo, kanadyjska aktorka (ur. 1922)
  - Iwao Takamoto, amerykański producent (ur. 1925)
- 10 stycznia – Carlo Ponti, włoski producent (ur. 1912)
- 11 stycznia – Solveig Dommartin, francuska aktorka (ur. 1961)
- 13 stycznia
  - Cho Tat Wah, chiński aktor (ur. 1915)
  - Mieczysław Wojnicki, polski aktor/piosenkarz (ur. 1919)
- 14 stycznia
  - Harvey R. Cohen, amerykański kompozytor (ur. 1951)
  - Darlene Conley, amerykańska aktorka (ur. 1933)
  - Vassilis Fotopoulos, grecki scenograf (ur. 1934)
  - Barbara Kelly, kanadyjska aktorka (ur. 1924)
- 16 stycznia
  - Ron Carey, amerykański aktor (ur. 1935)
  - Jerzy Schönborn, polski krytyk filmowy (ur. 1932)
- 19 stycznia
  - Gerhard Bronner, austriacki kompozytor (ur. 1922)
  - Denny Doherty, kanadyjski aktor (ur. 1940)
- 20 stycznia – Alfredo Ripstein, meksykański producent (ur. 1916)
- 21 stycznia – Peer Raben, niemiecki kompozytor, producent i aktor (ur. 1940)
- 24 stycznia – Krystyna Feldman, polska aktorka (ur. 1916)
- 27 stycznia
  - Tige Andrews, amerykański aktor (ur. 1920)
  - Marcheline Bertrand, amerykańska aktorka (ur. 1950)
- 28 stycznia – Omkar Prasad Nayyar, indyjski kompozytor (ur. 1926)
- 31 stycznia – Lee Bergere, amerykański aktor (ur. 1918)
- 2 lutego – Vijay Arora, indyjski aktor (ur. 1944)
- 4 lutego – Barbara McNair, amerykańska aktorka i piosenkarka (ur. 1934)
- 8 lutego – Anna Nicole Smith, amerykańska aktorka (ur. 1967)
- 9 lutego – Ian Richardson, brytyjski aktor (ur. 1934)
- 10 lutego – Jeong Da-bin, koreańska aktorka (ur. 1980)
- 11 lutego – Yunus Parvez, indyjski aktor (ur. 1931)
- 12 lutego – Peter Ellenshaw, brytyjski specjalista od efektów specjalnych (ur. 1913)
- 13 lutego – Johanna Sällström, szwedzka aktorka (ur. 1974)
- 14 lutego – Pál Erdöss, węgierski reżyser (ur. 1947)
- 17 lutego – John Patrick Griffin, amerykański aktor (ur. 1916)
- 19 lutego – Janet Blair, amerykańska aktorka (ur. 1921)
- 22 lutego – Fons Rademakers, holenderski reżyser i aktor (ur. 1920)
- 25 lutego – P. Bhaskaran, indyjski reżyser (ur. 1924)
- 1 marca – Colette Brosset, francuska aktorka (ur. 1922)
- 5 marca – Marek Obertyn, polski aktor (ur. 1952)
- 7 marca – Andy Sidaris, amerykański reżyser (ur. 1931)
- 8 marca
  - Marian Bekajło, polski reżyser i scenarzysta (ur. 1931)
  - Vicky Vanita, grecki aktor (ur. 1948)
- 9 marca – Rosy Afsari, bangladeska aktorka (ur. 1946)
- 10 marca – Richard Jeni, amerykański aktor i komik (ur. 1957)
- 14 marca
  - Zygmunt Kęstowicz, polski aktor (ur. 1921)
  - Nicole Stéphane, francuska aktorka (ur. 1923)
- 15 marca – Blanquita Amaro, kubańska aktorka (ur. 1923)
- 19 marca – Calvert DeForest, amerykański aktor (ur. 1921)
- 25 marca – Lynn Merrick, amerykańska aktorka (ur. 1919)
- 26 marca – Michaił Uljanow, rosyjski aktor (ur. 1927)
- 1 kwietnia
  - Ladislav Rychman, czeski reżyser (ur. 1922)
  - George Sewell, brytyjski aktor (ur. 1924)
- 3 kwietnia – Burt Topper, amerykański producent i reżyser (ur. 1928)
- 4 kwietnia – Bob Clark, amerykański reżyser (ur. 1939)
- 6 kwietnia
  - Luigi Comencini, włoski reżyser (ur. 1916)
  - George Jenkins, amerykański scenograf (ur. 1908)
- 7 kwietnia – Barry Nelson, amerykański aktor (ur. 1917)
- 11 kwietnia – Roscoe Lee Browne, amerykański aktor (ur. 1925)
- 12 kwietnia – James Lyons, amerykański aktor i montażysta (ur. 1960)
- 13 kwietnia – Don Selwyn, nowozelandzki aktor (ur. 1936)
- 15 kwietnia – Justine Saunders, australijska aktorka (ur. 1953)
- 17 kwietnia
  - Nair Bello, brazylijska aktorka (ur. 1931)
  - Kitty Carlisle Hart, amerykańska aktorka (ur. 1910)
- 19 kwietnia – Jean-Pierre Cassel, francuski aktor (ur. 1932)
- 20 kwietnia – Jan Kociniak, polski aktor (ur. 1937)
- 21 kwietnia – Jan Tadeusz Stanisławski, polski aktor (ur. 1936)
- 22 kwietnia – Conchita Montenegro, hiszpańska aktorka (ur. 1911)
- 24 kwietnia – Roy Jenson, kanadyjski aktor (ur. 1927)
- 26 kwietnia – Mariusz Sabiniewicz, polski aktor (ur. 1963)
- 28 kwietnia
  - Luigi Filippo D’Amico, włoski reżyser (ur. 1924)
  - Dabbs Greer, amerykański aktor (ur. 1917)
- 29 kwietnia – Arve Opsahl, norweski aktor (ur. 1921)
- 30 kwietnia
  - Tom Poston, amerykański aktor (ur. 1921)
  - Gordon Scott, amerykański aktor (ur. 1926)
- 2 maja – Brad McGann, nowozelandzki reżyser (ur. 1964)
- 6 maja – Curtis Harrington, amerykański reżyser (ur. 1926)
- 7 maja – Nicholas Worth, amerykański aktor (ur. 1937)
- 11 maja – Bernard Gordon, amerykański scenarzysta (ur. 1918)
- 13 maja – Chen Xiaoxu, chińska aktorka (ur. 1965)
- 15 maja – Yolanda King, amerykańska aktorka (ur. 1955)
- 19 maja – Irena Burawska, polska aktorka (ur. 1922)
- 21 maja
  - Julian Dziedzina, polski reżyser (ur. 1930)
  - Bruno Mattei, włoski reżyser (ur. 1931)
- 23 maja – Kei Kumai, japoński reżyser i scenarzysta (ur. 1929)
- 25 maja
  - Laurie Bartman, amerykańska aktorka (ur. 1958)
  - Charles Nelson Reilly, amerykański aktor (ur. 1931)
- 27 maja – G. Srinivasan, indyjski producent (ur. 1958)
- 29 maja – Norman Kaye, australijski aktor (ur. 1927)
- 30 maja – Jean-Claude Brialy, francuski aktor (ur. 1933)
- 4 czerwca – Sotiris Moustakas, grecki aktor (ur. 1940)
- 9 czerwca – Ousmane Sembène, senegalski reżyser (ur. 1923)
- 11 czerwca – Mala Powers, amerykańska aktorka (ur. 1931)
- 27 czerwca – William Hutt, kanadyjski aktor (ur. 1920)
- 29 czerwca – Joel Siegel, amerykański krytyk filmowy (ur. 1943)
- 9 lipca
  - Jerry Ito, amerykański aktor (ur. 1927)
  - Charles Lane, amerykański aktor (ur. 1905)
- 16 lipca – Michaił Kononow, rosyjski aktor (ur. 1940)
- 19 lipca – Ivor Emmanuel, brytyjski aktor (ur. 1927)
- 21 lipca – Golde Flami, argentyńska aktorka (ur. 1918)
- 22 lipca – László Kovács, węgierski operator filmowy (ur. 1933)
- 23 lipca – Joan O’Hara, irlandzka aktorka (ur. 1930)
- 29 lipca – Michel Serrault, francuski aktor (ur. 1928)
- 30 lipca
  - Michelangelo Antonioni, włoski reżyser i scenarzysta (ur. 1912)
  - Ingmar Bergman, szwedzki scenarzysta i reżyser (ur. 1918)
- 8 sierpnia – Melville Shavelson, amerykański scenarzysta i reżyser (ur. 1917)
- 12 sierpnia – Merv Griffin, amerykański scenarzysta i producent (ur. 1925)
- 15 sierpnia – Kazimierz Dębicki, polski aktor (ur. 1925)
- 17 sierpnia – Max Hodge, amerykański scenarzysta (ur. 1916)
- 22 sierpnia – Jacek Chmielnik, polski aktor (ur. 1953)
- 23 sierpnia – Robert Symonds, amerykański aktor (ur. 1926)
- 28 sierpnia – Miyoshi Umeki, japońska aktorka (ur. 1929)
- 1 września – Witold Leszczyński, polski reżyser, scenarzysta i operator (ur. 1933)
- 2 września – Marcia Mae Jones, amerykańska aktorka (ur. 1924)
- 10 września – Jane Wyman, amerykańska aktorka (ur. 1917)
- 21 września – Alice Ghostley, amerykańska aktorka (ur. 1924)
- 27 września – Marjatta Raita, finlandzka aktorka (ur. 1944)
- 28 września
  - Andrzej Bieniasz, polski aktor (ur. 1948)
  - Charles B. Griffith, amerykański scenarzysta (ur. 1930)
- 29 września – Lois Maxwell, kanadyjska aktorka (ur. 1927)
- 2 października – Janusz Rzeszewski, polski reżyser (ur. 1930)
- 16 października
  - Deborah Kerr, brytyjska aktorka (ur. 1921)
  - Jerzy Markuszewski, polski aktor i scenarzysta (ur. 1930)
- 17 października – Joey Bishop, amerykański aktor (ur. 1918)
- 22 października – Barbara Śródka-Makówka, polski kostiumolog (ur. 1945)
- 28 października – Guido Nicheli, włoski aktor (ur. 1934)
- 29 października
  - Evelyn Hamann, niemiecka aktorka (ur. 1942)
  - Jan Janczewski, polski operator filmowy (ur. 1928)
- 30 października – Robert Goulet, amerykański aktor (ur. 1933)
- 1 listopada – Sonny Bupp, amerykański aktor (ur. 1928)
- 4 listopada – Peter Viertel, niemiecki scenarzysta (ur. 1920)
- 10 listopada
  - Laraine Day, amerykańska aktorka (ur. 1920)
  - Norman Mailer, amerykański scenarzysta i aktor (ur. 1923)
- 11 listopada – Delbert Mann, amerykański reżyser (ur. 1920)
- 12 listopada – Jadwiga Gosławska, polska aktorka (ur. 1912)
- 14 listopada – Jan Kaczmarek, polski satyryk i aktor (ur. 1945)
- 16 listopada
  - Pierre Granier-Deferre, francuski reżyser i scenarzysta (ur. 1927)
  - Grethe Kausland, norweska aktorka (ur. 1947)
- 21 listopada – Fernando Fernán Gómez, peruwiański aktor, reżyser i scenarzysta (ur. 1921)
- 24 listopada
  - Jerzy Ofierski, polski aktor (ur. 1926)
  - Leokadia Serafinowicz, polska scenografka (ur. 1915)
- 25 listopada – Bohdan Sobiesiak, polski aktor (ur. 1934)
- 28 listopada – Jeanne Bates, amerykańska aktorka (ur. 1918)
- 1 grudnia – Anton Rodgers, brytyjski aktor (ur. 1933)
- 2 grudnia – Eleonora Rossi Drago, włoska aktorka (ur. 1925)
- 8 grudnia – Ioan Fiscuteanu, rumuński aktor (ur. 1937)
- 12 grudnia – Wojciech Gierłowski, polski reżyser i animator (ur. 1946)
- 13 grudnia – Floyd Red Crow Westerman, amerykański aktor (ur. 1936)
- 14 grudnia – Aleksander Maciejewski, polski aktor (ur. 1955)
- 15 grudnia – Ace Vergel, filipiński aktor (ur. 1952)
- 18 grudnia – Zbigniew Batko, polski scenarzysta (ur. 1940)
- 19 grudnia – Frank Capra Jr., amerykański producent (ur. 1934)
- 23 grudnia – Michael Kidd, amerykański choreograf (ur. 1915)
- 24 grudnia – Kazimierz Borowiec, polski aktor (ur. 1939)
- 25 grudnia – Patricia Kirkwood, brytyjska aktorka (ur. 1921)
- 27 grudnia
  - Janusz Domagalik, polski scenarzysta (ur. 1931)
  - Jerzy Kawalerowicz, polski scenarzysta i reżyser (ur. 1922)
- 29 grudnia
  - Zdzisław Lachur, polski reżyser (ur. 1920)
  - Krystyna Bogusławska, polska reżyserka
- 31 grudnia – Markku Peltola, fiński aktor (ur. 1956)